# Schabrackenspitzmaus
Die Schabrackenspitzmaus (Sorex coronatus) ist ein Säugetier aus der Familie der Spitzmäuse. Sie besiedelt ein relativ kleines Verbreitungsgebiet im Westen Europas.

## Kennzeichen
Die Schabrackenspitzmaus ähnelt der Waldspitzmaus in Größe und Färbung sehr, eine sichere Unterscheidung ist nur anhand bestimmter Messstrecken am Unterkiefer sowie anhand biochemischer und chromosomaler Merkmale möglich. Die Kopf-Rumpf-Länge beträgt bis 79 mm, die Schwanzlänge bis 47 mm und das Gewicht bis 9,8 g. Wie bei der Waldspitzmaus ist die Oberseite schwarzbraun, die Flanken sind hellbraun und die Unterseite ist grau. Im Vergleich zur Waldspitzmaus reicht die helle Flankenfärbung bei Schabrackenspitzmäusen im Westen Deutschlands weiter nach oben, die dunkle Rückenfärbung ist daher schmaler und scharf abgesetzt. In anderen Teilen des Verbreitungsgebietes ist die Art aber ebenso wie die Waldspitzmaus gefärbt.

## Verbreitung
Die Schabrackenspitzmaus ersetzt die Waldspitzmaus im Westen Europas. Das Verbreitungsgebiet der Schabrackenspitzmaus umfasst Südwesteuropa vom Norden Spaniens über Frankreich, den Nordwesten der Schweiz und die Beneluxländer bis Mitteldeutschland etwa bis zur Elbe. Die nordöstlichsten Funde liegen bisher aus Thüringen und Sachsen vor. Die Überlappungszone der Verbreitung von Schabrackenspitzmaus und Waldspitzmaus umfasst im Wesentlichen die Beneluxländer und Westdeutschland.

## Lebensraum
Die Schabrackenspitzmaus besiedelt ebenso wie die Waldspitzmaus Wälder, Hecken, extensiv genutzte Wiesen und Ränder von Feuchtgebieten. In Baden-Württemberg, wo beide Arten gemeinsam vorkommen, bewohnt die Schabrackenspitzmaus eher die kühleren und lichtärmeren Bereiche.

## Lebensweise
Die Ernährung besteht vor allem aus Regenwürmern, Insekten und deren Larven sowie Schnecken. Ein Weibchen hat meist drei bis vier Würfe im Jahr – in Baden-Württemberg umfassten diese im Mittel 5,6 Junge.

## Bestand und Gefährdung
Die Schabrackenspitzmaus ist in ihrem Verbreitungsgebiet häufig; der Weltbestand ist laut IUCN ungefährdet.